# Ruisbroek SK
Ruisbroek SK was een Belgische voetbalclub uit Ruisbroek (Antwerpen). De club sloot in 1963 aan bij de KBVB met stamnummer 6618. 
In 2006 fuseerde de club met K Puurs Excelsior FC tot Puurs Excelsior RSK. 

## Geschiedenis
De club werd op 1 januari 1963 gesticht als Ruisbroek FC, maar dat werd na 2 maanden gewijzigd naar Ruisbroek SK.
In april 1963 sloot men aan bij de KBVB.
Vanaf het seizoen 1964-1965 nam men aan de competitie in Derde Provinciale deel, in die tijd het laagste niveau in de provincie Antwerpen.
In 1971 eindigde de club tweede en promoveerde net niet naar Tweede Provinciale, maar het volgende seizoen moest men als tiende naar de nieuw ingevoerde Vierde Provinciale.
Daar zou Ruisbroek SK de volgende tien seizoenen spelen, tot men in 1981-1982 autoritair kampioen werd in Vierde Provinciale C en terug naar Derde Provinciale mocht.
Ruisbroek kon acht seizoenen op dit niveau standhouden, maar in 1990 degradeerde de club naar Vierde Provinciale.
Na negen seizoenen in deze reeks werd in 1999 een tweede plaats behaald en mocht men opnieuw naar Derde Provinciale.
Twee jaar later legde de club beslag op de derde plaats in Derde Provinciale en voor het eerst in zijn geschiedenis mocht Ruisbroek SK naar Tweede Provinciale.
Dat hield men maar één seizoen vol en in 2003 belandde Ruisbroek na een tweede opeenvolgende degradatie opnieuw in Vierde Provinciale.
In 2003-2004 mocht men opnieuw de champagne bovenhalen, want Ruisbroek werd kampioen in Vierde Provinciale B, met net als in 1982 KSV Pasbrug als vicekampioen.
De laatste twee seizoenen van de club werden in Derde Provinciale afgewerkt en men behaalde telkens een elfde plaats in het klassement.
Moeilijkheden in de bestuurskamer noopten toen, onder impuls van het gemeentebestuur, tot een fusie met buur K Puurs Excelsior FC en de vorming van Puurs Excelsior RSK. Het rood van Ruisbroek SK ging mee in de fusie die rood-blauwe kleuren opleverde, het stamnummer van Ruisbroek ging verloren.